# Oromë
Oromë je Vala z Tolkienova fiktivního světa a jeho jméno znamená „trubač na roh”. Je to velmi mocný pán, má méně síly než Tulkas, ale v hněvu je strašnější. Oromë miloval kraje Středozemě, opouštěl je nerad a přišel jako poslední do Valinoru. Kdysi často projížděl přes hory zpátky na východ do Středozemě. Je lovcem netvorů a šelem, libuje si v koních a psech a miluje všechny stromy. Nosí s sebou velký roh Valaróma. Cvičil svá zvířata a svůj lid k pronásledování Melkorových stvůr. Jako první objevil elfy u břehů jezera Cuiviénen. Zavedl tři vůdce elfů do Valinoru a ti pak vzali svůj lid a odešli tam (ne všichni). Jeho ženou je Vána, mladší sestra Yavanny.Jeho sestrou je tanečnice Nessa. Žije v Oromeho lesích v jižním Valinoru.

## Jména
- Aldaron – odvozené od jeho lásky k psům, koním a lesům
- Tauron – pán lesů
- Sindar jej nazývají Araw
- lidé jej nazývají Béma

## Kůň
Jeho kůň je Nahar. Na slunci je bílý a v noci stříbřitě září.